# Pieter Langendijk

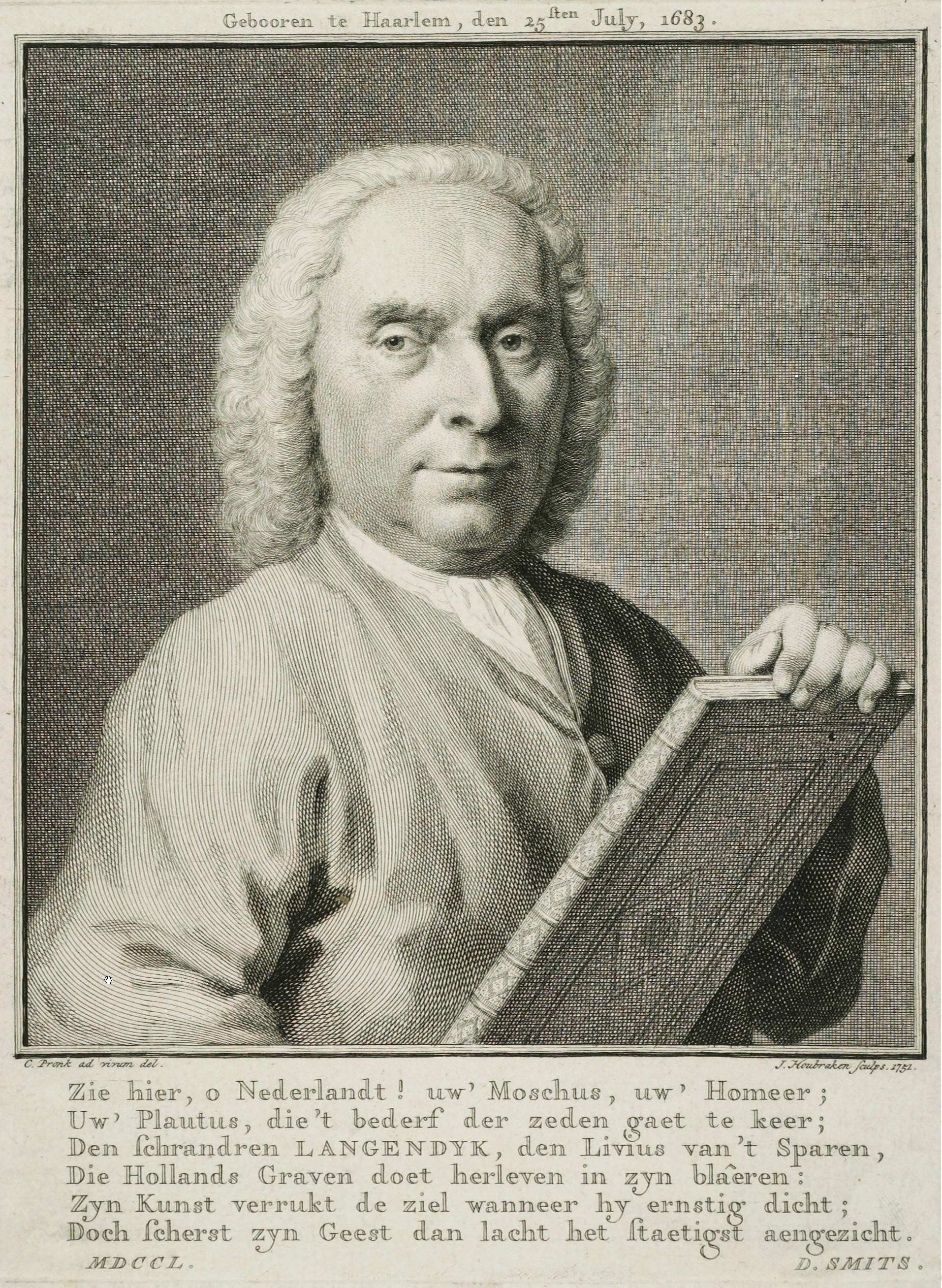
Pieter Langendijk.

Pieter Langendijk, född den 25 juli 1683, död den 18 juli 1756, var en holländsk lustspelsförfattare.
Langendijk, som först var damastvävare, sedermera mönsterritare och slutligen stadshistoriograf i Haarlem, skrev flera behagfulla och muntra komedier, bland andra Don Quichot (1696; uppförd i omarbetad form 1711), Het wederzyds huwcluksbedrog (1714; nytryck med inledning av Jan te Winkel 1890, 2:a upplagan 1899), Krelis Louwen (1715) och De wiskunstenaar (Matematikerna). Langendijk skrev vidare satirerna Quincampoix of de windhandelaars (1720) och Arlequyn actionist (samma år; utgiven av C.H.Ph. Meijer 1892), en rimmad krönika över Vilhelm av Oranien med mera. En samling av hans dikter utkom 1721-40 i 4 band.